# 114740 Luigitatto
114740 Luigitatto è un asteroide della fascia principale. Scoperto nel 2003, presenta un'orbita caratterizzata da un semiasse maggiore pari a 2,8971755 au e da un'eccentricità di 0,0863705, inclinata di 13,11265° rispetto all'eclittica.